# Mikoshi

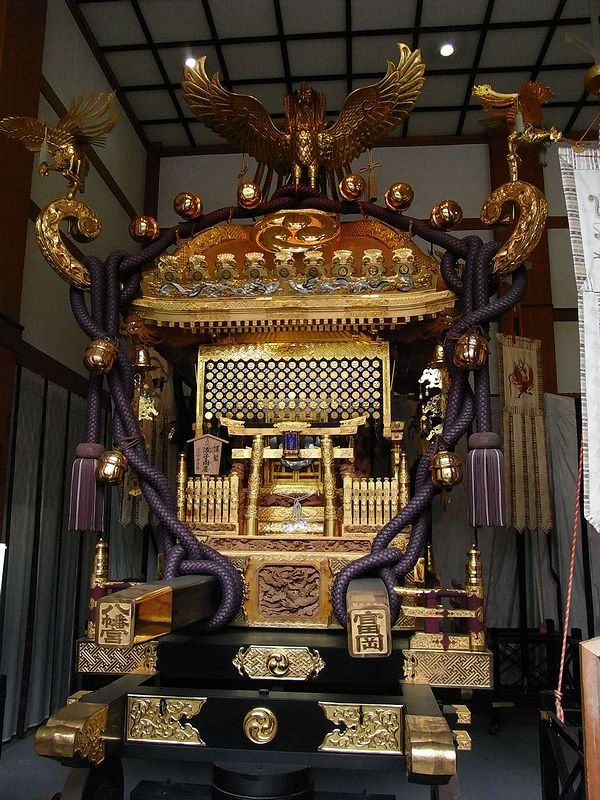
Ichi-no-miya Mikoshi w Tomioka Hachiman-gū

Mikoshi, o-mikoshi (jap. 御輿, お神輿, 御神輿) – w japońskiej religii shintō jest to rodzaj boskiego palankinu, w którym przenoszone są kami w paradzie wyznawców i kapłanów, podczas uroczystości i festiwali. 

## Opis
Mikoshi (z zasady wymawiane z szacunkiem o-mikoshi) przenoszony jest: od własnego chramu do tymczasowego, w czasie przeprowadzki do nowego chramu lub obnoszony po ulicach w pobliżu chramu przez uczestników parady, festiwalu. Mniejsze mikoshi są noszone przez kobiety lub dzieci w oddzielnych paradach.

## Ichi-no-miya Mikoshi
W przeszłości chram Tomioka Hachiman-gū w Tokio posiadał trzy mikoshi, które zostały przekazane przez kupca Bunzaemona Kinokuniya (1669–1734) w okresie dynamicznego rozwoju sztuki i architektury, zwanym Genroku (1688–1704). Jednak wszystkie uległy zniszczeniu podczas trzęsienia ziemi w rejonie Kantō w 1923 roku. Dopiero w 1991 roku
poświęcony został Ichi-no-miya Mikoshi, uważany za największy i najcenniejszy w Japonii. Ma 4,4 metra wysokości i waży 4,5 tony. Jest obity złotą blachą, ozdobiony diamentami, szafirami i rubinami. Wyceniany jest na ponad 1 mld jenów (czyli ok. 9 mln dolarów). Ze względu jednak na to, że jest zbyt duży i ciężki, aby go nosić, skonstruowano Ni-no-miya Mikoshi o wysokości 3,3 metra i wadze 2 ton w 1997 roku. Nadal bardzo ciężki, ale może być noszony przez uczestników festiwalu. 

## Galeria

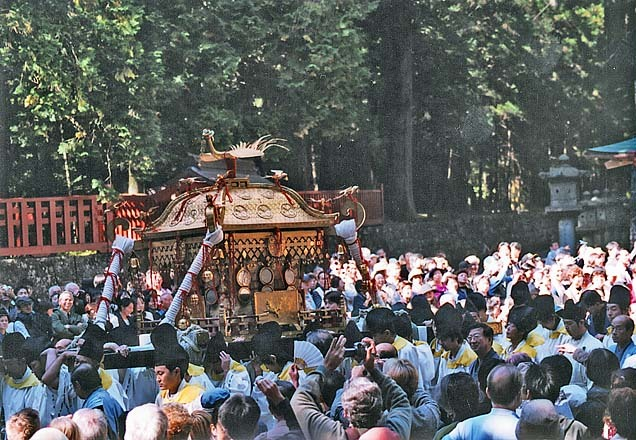
Festiwal w Nikkō Tōshō-gū
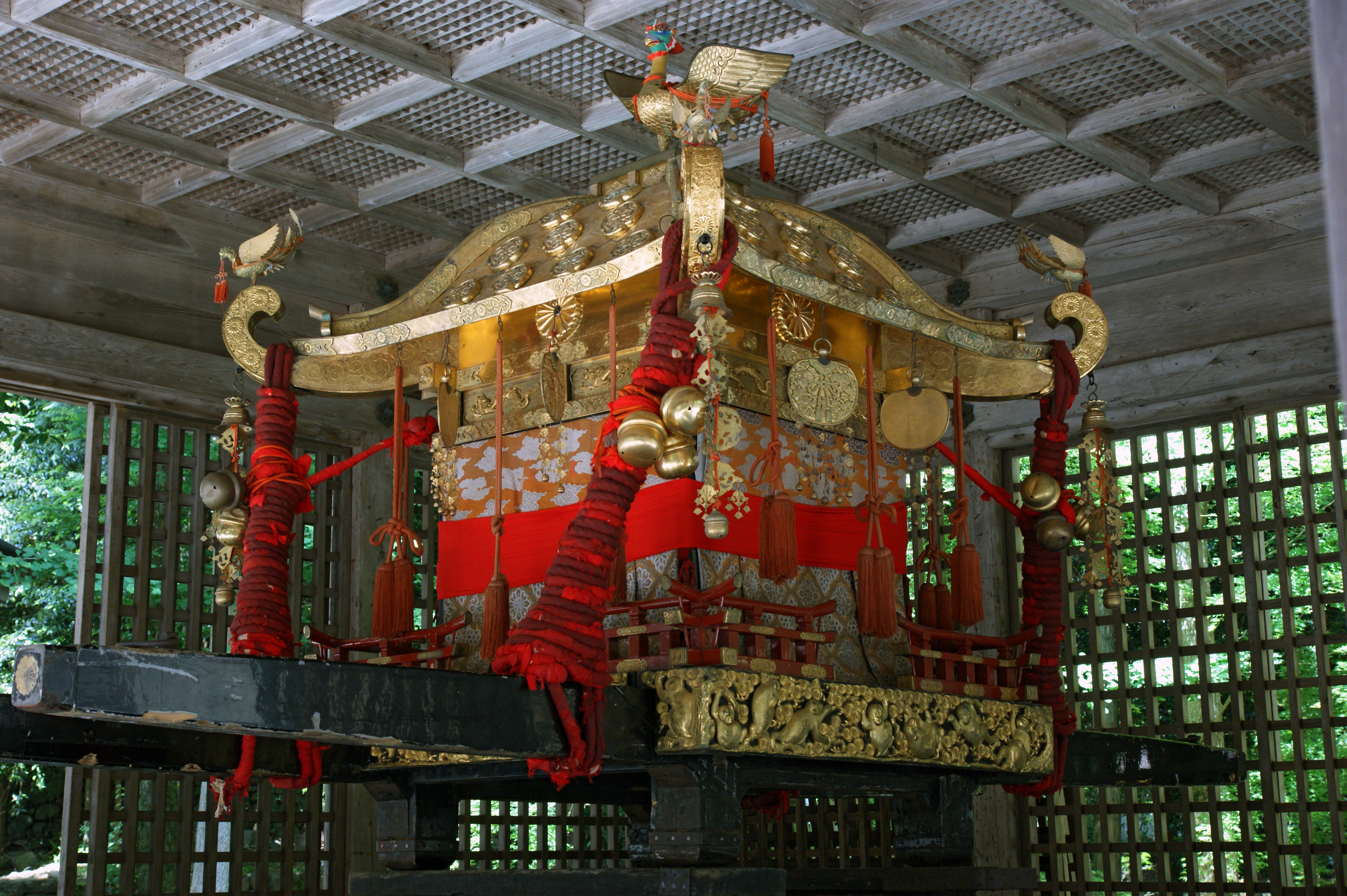
Mikoshi w Hiyoshi-taisha, Ōtsu, pref. Shiga
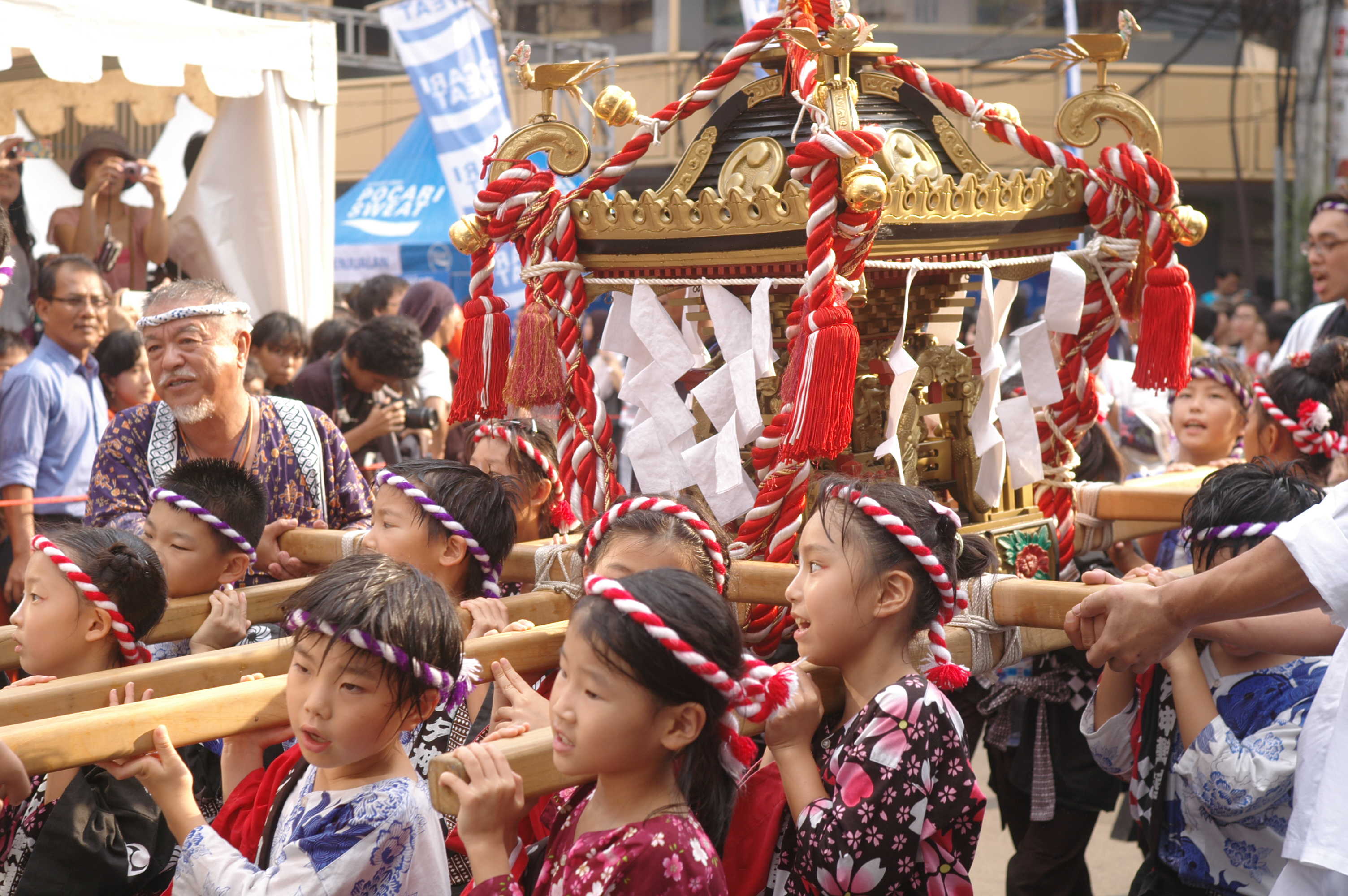
Dzieci japońskie w Indonezji
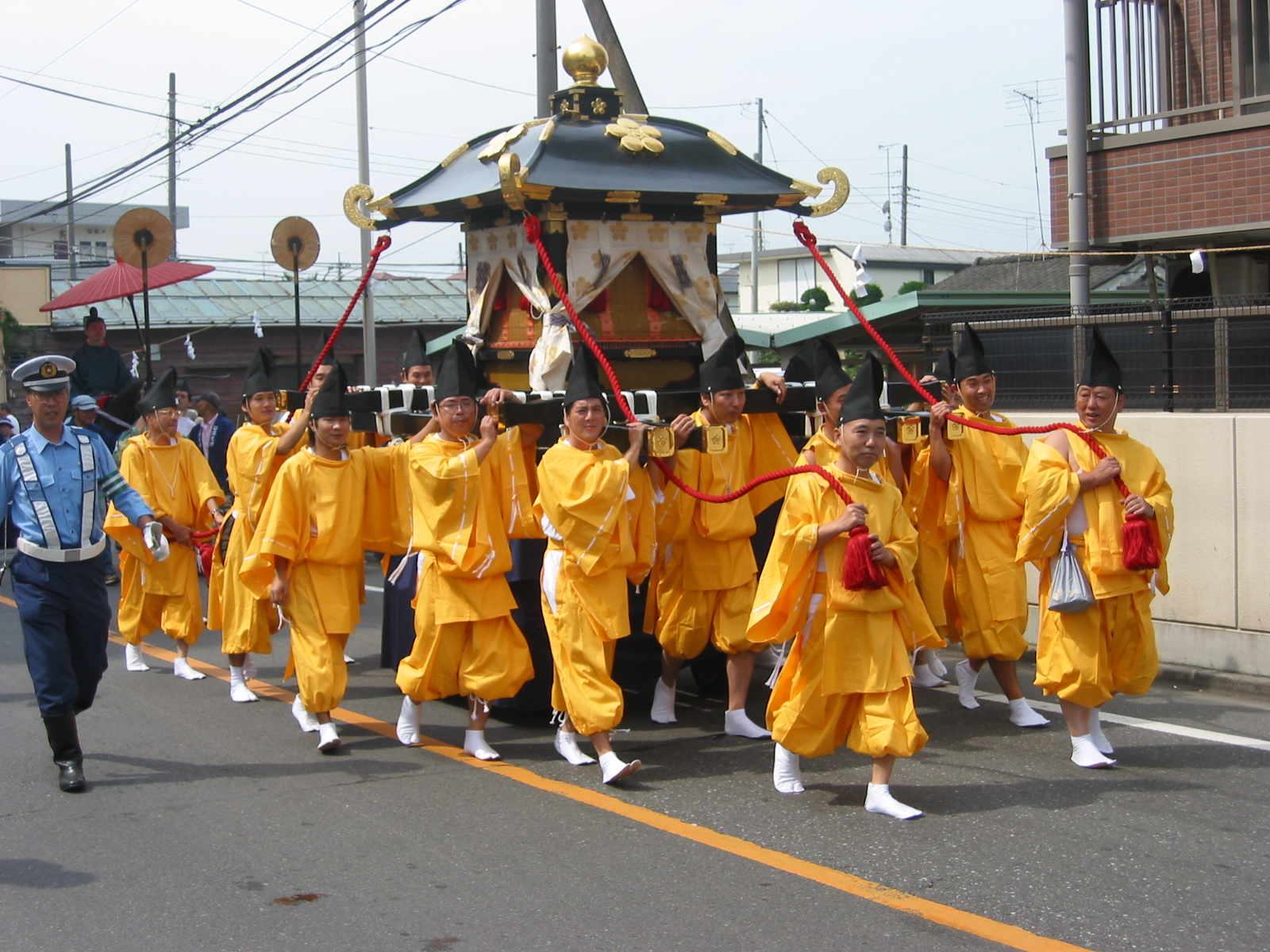
Festiwal Yabo Temman-gū, Kunitachi, Tokio